# Podotricha
Genre
Podotricha est un genre de papillons de la famille des Nymphalidae et de la sous-famille des Heliconiinae. 

## Historique et dénomination
Le genre Podotricha a été décrit par l'entomologiste américain Charles Duncan Michener en 1942.

## Liste des espèces
- Podotricha judith (Guérin-Ménéville, [1844])
- Podotricha telesiphe (Hewitson, 1867)

## Répartition
Ils résident sur la cote nord-ouest de l'Amérique du Sud.

### Source
- « Podotricha », sur funet.fi (consulté le 27 juillet 2012)